# Panzerhaubitze 2000

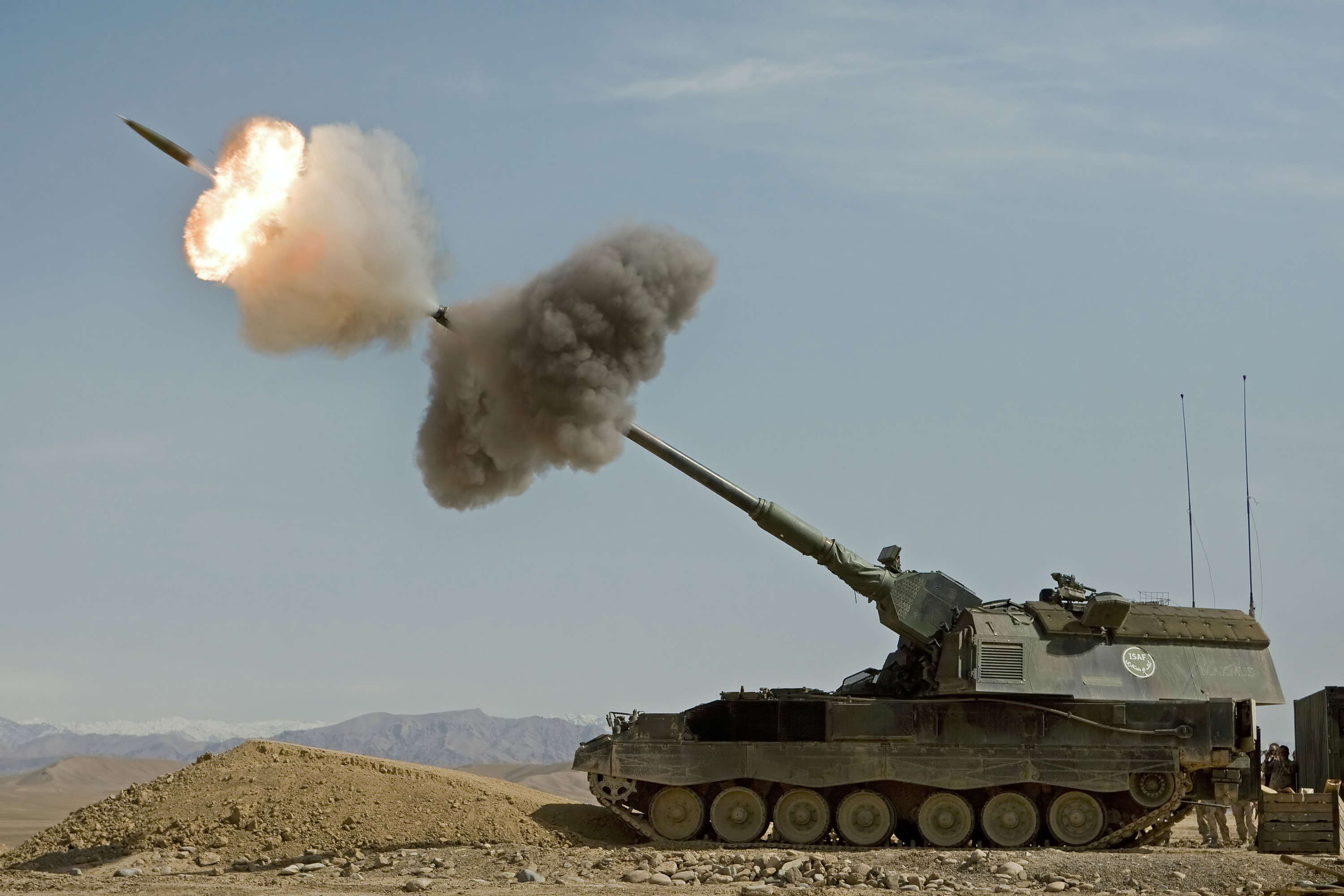
Należąca do Królewskiej Armii Holenderskiej haubicoarmata Panzerhaubitze 2000 oddająca strzał podczas wojny w Afganistanie (2009)

Panzerhaubitze 2000 (PzH 2000) – niemiecka samobieżna haubicoarmata kalibru 155 mm, opracowana przez firmy Krauss-Maffei Wegmann, MAK System Gesellschaft oraz Rheinmetall dla Bundeswehry. Konstrukcja została opracowana z myślą o zastąpieniu pojazdów M109A3G.

## Historia
W 1986 roku zawieszono prace nad wspólnym europejskim działem samobieżnym SP-70. Niemieckie firmy zbrojeniowe samodzielnie kontynuowały prace nad konstrukcją o jeszcze lepszych parametrach. Podstawą do prac były nowe wymagania przedstawione przez Bundeswehrę:
- kaliber 155 mm;
- autonomia i automatyzacja w zakresie określania położenia własnego i wypracowywania danych do prowadzenia ognia;
- donośność przy strzelaniu standardowymi pociskami minimum 31,5 km;
- automatyczne podawanie i ładowanie amunicji z zachowaniem możliwości awaryjnego ładowania ręcznego.

Niemiecka armia planowała wstępnie zamówić 1254 sztuki haubicoarmat, ale ostatecznie, w związku z zakończeniem zimnej wojny, w 1996 roku Wegmann otrzymał zamówienie na 185 dział. W 1998 roku Wegman i Krauss-Maffei połączyły się, dzięki czemu prace konstrukcyjne mogły ulec przyśpieszeniu.

## Budowa i możliwości
Lufa ma długość ok. 8 m (52 kalibry) i jest wyposażona w hamulec wylotowy i przedmuchiwacz. Posiada zamek klinowy o ruchu pionowym, z mechanizmem półsamoczynnego działania zawierającym magazynek na 30 zapłonników. Ma półsamoczynny zmechanizowany układ zasilania amunicją. Jego magazyn mieści 60 pocisków i 67 ładunków miotających umieszczonych w woreczkach. Do strzelania  stosowana jest amunicja rozdzielnego ładowania typu ERFB/BB o donośności 40 km. Na wyposażeniu jest również panoramiczny dzienno-nocny celownik z dalmierzem laserowym.
PzH 2000 charakteryzuje się wysoka szybkostrzelnością: 3 strzały można oddać w 9 sekund, 10 strzałów w 56 sekund (od 10 do 13 strzałów na minutę w zależności od stopnia nagrzania lufy).
W kwietniu 2006 roku na poligonie w Południowej Afryce PzH 2000 wystrzeliła pocisk z pomocniczym napędem rakietowym na rekordową odległość 56 km.
W roku 2013 firma Raytheon przeprowadziła testy strzelania z samobieżnej haubicy PzH 2000 przy użyciu 155 mm pocisków precyzyjnych M982 Excalibur. Zgodnie z przedstawionym wynikami, wystrzelono 10 pocisków na odległości od 9 do 48 km uzyskując dokładność trafień do 3 metrów.

## Zastosowanie bojowe
W dniach 16–28 sierpnia 2006 roku holenderskie PzH 2000 wzięły udział w działaniach bojowych w południowym Afganistanie w ramach operacji „Medusa” skierowanej przeciwko Talibom. Trzy haubicoarmaty prowadziły wsparcie ogniowe na odległość ponad 30 km.
W maju 2010 roku do Afganistanu przerzucono również trzy niemieckie PzH 2000, a następnie jeszcze dwie, które były używane w działaniach, m.in. w rejonie Kunduz.

## Użytkownicy
Następujący kraje posiadają lub planują zakup haubicoarmat PzH 2000:
- Niemcy – 185 (w 2019: 100)
- Włochy – 70 – zamówione w 2002 roku, z tego 2 dostarczone z Niemiec, a pozostałe wyprodukowane przez konsorcjum Iveco Fiat – OTO Melara (pierwszy licencyjny przekazany 28 maja 2007)[7].
- Grecja – 24 - przekazane pomiędzy lipcem 2003 a czerwcem 2004 roku[5]
- Holandia – 18
- Szwecja – 1
- Katar – w kwietniu 2013 roku Katar kupił 24 haubice samobieżna PzH 2000. Zakup był połączony z zakupem 62 czołgów Leopard 2. Jest to pierwszy kontrakt w zakresie eksportu ciężkich pojazdów pancernych na Bliski Wschód, zdobyty przez firmy niemieckiego przemysłu obronnego. Haubice dla Kataru będą wyposażone w inercyjny system nawigacyjny SIGMA 30[8].
- Chorwacja – w grudniu 2014 roku Chorwacja zakupiła 12 sztuk PzH 2000 z rezerw Bundeswehry, za kwotę 12 milionów euro, plus dalszych 29 milionów euro za remont pojazdów, dostawę części zamiennych, modernizację (w tym nowy system kierowania ogniem), amunicję, szkolenie załóg i zakup pojazdów pomocniczych. Pierwsze z nich dostarczono 29 lipca 2015. Dostawy mają być realizowane w latach 2015–2017[9][10].
- Litwa – kupi dwanaście PzH 2000 od Niemiec (podobnie jak w przypadku Chorwacji również chodzi o zakup pojazdów z rezerw niemieckiej armii)[11][12].
- Węgry – podpisały 19 grudnia 2018 roku umowę na zakup 24 egzemplarzy[13]. Pierwsze dwie dostarczono w sierpniu 2022[14].
- Ukraina – w kwietniu 2022 roku, w czasie inwazji rosyjskiej na Ukrainę, Holandia zapowiedziała przekazanie nieokreślonej liczby PzH 2000 Ukrainie[15]; w mediach pojawiły się informacje, że Niemcy dostarczą amunicję i wyszkolą ukraińskich żołnierzy w obsłudze haubic[16].

W 2017 roku Niemcy użytkowały tylko 80 haubic, w czterech mieszanych batalionach artylerii (etatowo po 24 pojazdy), lecz zamierzano w 2019 roku podnieść tę liczbę do 100 przez przywrócenie do służby wycofanych pojazdów.